# Авдејевка
Авдејевка (рус. Авдеевка) или Авдијивка (укр. Авдіївка) град је у Украјини, у Доњецкој области. Према процени из 2012. у граду је живело 35.257 становника.

## Историја

### Рат у Донбасу
Почевши од средине априла 2014. године, проруски сепаратисти су заузели неколико градова у Доњецкој области, укључујући Авдејевку. Дана 21. јула 2014. године, украјинске снаге су наводно преузеле град од сепаратиста. Ова тврдња је поновљена и следећег дана. Украјинске снаге су задржале контролу над Авдејевком, која је постала град на линији фронта и често гранатирана. Према ОЕБС-у, област између Авдејевке и суседне Јасинувате, коју контролишу сепаратисти, једно је од жаришта рата у Донбасу.
У марту 2016. године украјинска војска је поставила своја утврђења у области „Индустријска зона“, до тада тампон зону између територија под контролом Доњецке Народне Републике и Украјине у источном делу Авдејевке. То је значило да снаге ДНР више нису имале пуну контролу над аутопутем који спаја њихове градове Доњецк и Горловку и да им је постало теже да пуцају на Авдејевку из оружја које није забрањено споразумом Минск 2. Од марта 2016. године борбе за „индустријску зону“ Авдејевке су се веома интензивирале.
Од 29. јануара до 4. фебруара 2017. године, за град се водила велика битка, те је град неколико дана био без струје и грејања.
У оквиру инвазије Русије на Украјину 2022. године, Авдејевка се нашла под ракетним нападима руских снага.
Дана 17. фебруара 2024. године, снаге Руске Федерације су потпуно окупирале град, а војска Украјине се повукла на резервне положаје.

## Становништво
Према процени, у граду је 2012. живело 35.257 становника.
| 1979.  | 1989.  | 2001.  | 2012.  |
| ------ | ------ | ------ | ------ |
| 34.795 | 39.833 | 37.210 | 35.257 |

### Етнички састав
Према украјинском попису становништва из 2001. године:
- Украјинци: 63.5%
- Руси: 33.7%
- Белоруси: 0.9%
- Грци: 0.6%

### Језички састав
- Руски: 87.2%
- Украјински: 12.5%
- Белоруски: 0.1%
- Јерменски: 0.1%

## Галерија
- Црква Свете Марије Магдалене
- Спомен камен у знак сећања на отварање железничке станице Авдејевка 1884.
- Трамвај у Авдејевки
- Фабрика кокса у Авдејевки
- Стари каменолом песка у Авдејевки